# Amfibiefly
Amfibiefly er fly som kan lande både på vand og på land. De kendetegnes ved at underdelen af flyskroget er bådformet, eller at hjulene er byttet ud med pontoner. Ud over disse pontoner har flyet også hjul, så det har mulighed for at lande på en landingsbane.
I dag bruges amfibiefly ofte til at slukke brande. En producent af sådanne fly er canadiske Bombardier.